# Gatwick Express

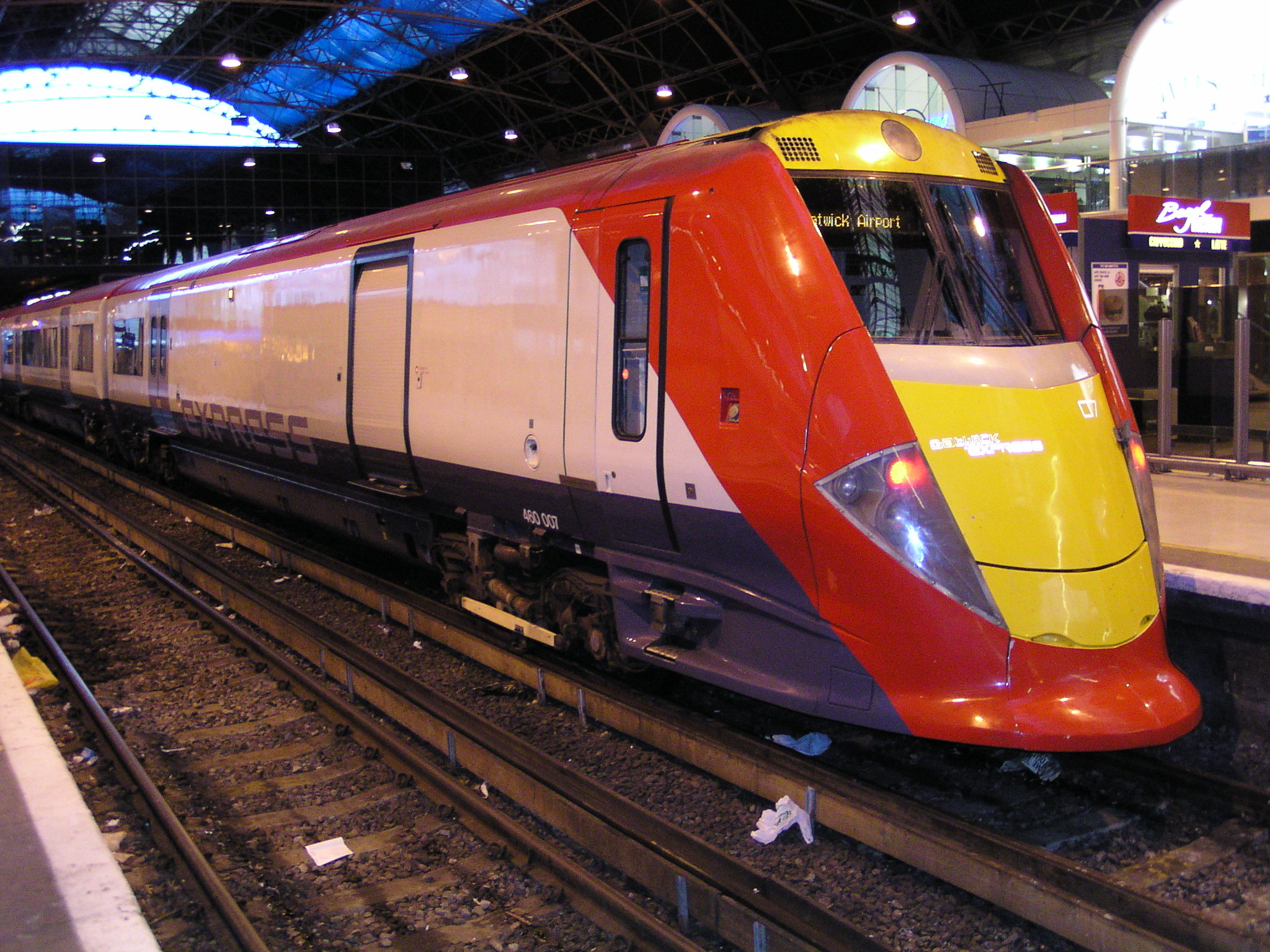
Pociąg serii British Rail Class 460 na London Victoria Station, oczekujący na odjazd na lotnisko Gatwick

Gatwick Express – nazwa pociągów kursujących pomiędzy lotniskiem Gatwick a Victoria Station w centrum Londynu. Pociągi uruchamiane są przez brytyjskiego przewoźnika Southern. Stanowią one najszybszy sposób na przejazd z lotniska Gatwick do centrum Londynu. Pociągi odjeżdżają co 15 minut, a podróż do dworca kolejowego, autobusowego i metra London Victoria zajmuje ok. 30-35 minut. 
W latach 1996–2008 za połączenia Gatwick Express odpowiedzialne było przedsiębiorstwo National Express Group.
Bilety można nabyć przez Internet, na stacji Gatwick lub Victoria. Gatwick Express w swej ofercie posiada w sprzedaży bilety ulgowe i normalne w klasie pierwszej i drugiej zarówno w jedną, jak i w obie strony.